# Huang Jui-chi
Huang Jui-chi (ur. 29 kwietnia 2000) – tajwański zapaśnik walczący stylu klasycznym. Zajął dwunaste miejsce na igrzyskach azjatyckich w 2022. Zdobył brązowy medal na mistrzostwach Azji w 2021; piąty w 2019 roku.